# Судебный процесс в Каприви
Судебный процесс в Каприви (англ. Caprivi treason trial) — расследование, в ходе которого правительство Намибии обвинило 132 человек в участии в конфликте в Каприви со стороны Армии освобождения в период с 1992 по 2002 год. Они были обвинены в государственной измене, убийствах, восстании, а также в множестве других преступлений, итого в нарушении 275 статей преступного поведения.
Процесс в Каприви был одним из самых масштабных судебных расследований за всю историю Намибии. Процесс начался в 2003 году, к 2010 году большинство обвинений ещё даже не было рассмотрено. Десять сепаратистов были приговорены к 314 годам лишения свободы, двое были оправданы. Остальные обвиняемые все ещё находятся в тюрьме, или погибли при задержании. Многие из предполагаемых организаторов восстания, такие как Джон Мабуку, получили политическое убежище в различных странах и не были задержаны.

## Предыстория
Полоса Каприви, где произошло восстание, была передана Германии по результатам Берлинской Конференции 1884 года. К тому моменту европейцам были плохо известны зоны проживания различных этнических групп. Так как разделение территории, населённой одним народом и присоединение к территории другого могло привести к опасным последствиям, таким как восстание коренного населения, через несколько лет после конференции, получив более ясное представление о африканской территории и её населении, европейскими державами был произведён повторный передел границ. В интересах Германии было получение территории у реки Замбези. В 1890 году немецкий дипломат Лео фон Каприви начал переговоры с Соединённым Королевством, в которых просил передать Германии эту территорию и присоединить к колонии Юго-Западная Африка. Целью получения данной территории было обеспечение водного пути к Восточному побережью Африки, где располагалась немецкая колония Танганьика. Также Германия просила отдать им остров Гельголанд, отдав взамен Занзибар. Как выяснилось позже, плавание по Замбези было очень затруднительно, и река не стала использоваться в качестве транспортного канала.
2 августа 1999 года Армия освобождения Каприви (АОК) организовала вооруженное столкновение с правительственными войсками в столице региона Каприви Катима-Мулило, в ходе которого повстанцами было захвачено и разрушено несколько зданий. Вечером президент Намибии Сэм Нуйома объявил о чрезвычайном положении в Каприви. Силы обороны Намибии при поддержке Специальных Полевых Сил отразили нападение.
В результате нападения повстанцев были убиты 11 человек, из 6 были членами вооружённых сил Намибии. 300 подозреваемых мятежников и поддерживавшие их граждане были задержаны, все кроме 132 человек были отпущены.

## Обвинения
Большинство арестованных принадлежало к племени мафве, среди них большое количество вождей. Отпущенные и не задержанные были признаны согласными с идеологией СВАПО.
Предполагаемые зачинщики конфликта:
- Джон Сэмбома, предполагаемый командир Армии освобождения Каприви.
- Джеффри Мвилима, бывший член Национального собрания Намибии
- Эггри Макендано
- Таддеус Ндэла

Также большое количество предполагаемых зачинщиков находились в изгнании в период восстания и рукодоводили дистанционно:
- Мишаке Муйонго, бывший вице-президент СВАПО, бывший президент Демократического альянса Турнхалле (DTA), член Национального собрания с 1990 до 1999 год. Ему было предоставлено убежище в Дании[5].
- Джон Мабуку, бывший член Национального совета DTA, бывший губернатор области Каприви, умер в изгнании в Ботсване в 2008 году[6].
- Бонифац Мамили, бывший вождь племени мафве. Ему было предоставлено убежище в Дании[5].

Ботсвана, Дания и Канада предоставляли политическое убежище людям, уехавших из Намибии после нападения на Катима-Мулило.

## Судебный процесс
На судебном процессе по делу о повстанческих нападениях участникам мятежа было предъявлено 275 обвинений в убийствах, восстании и измене. Было осуждено 132 человека. После предварительных слушаний проводились обсуждения: в опровдание подсудимых и т.д. Первая часть судебного процесса началась 27 октября 2003 года в Высоком суде в Хрутфонтейне.
Тринадцать из предполагаемых сепаратистов были объявлены зачинщиками и обвинены в государственной измене. Суд над ними проводился на отдельном этапе слушаний, иногда называемых Вторым процессом по делу об измене Каприви. Большая часть судебных решений и приговоров проводилось без их участие, так как во время процесса они многократно выкрикивали политические лозунги и пели повстанческие песни, что неоднократно приводило к их удалению из зала суда. В 2007 году по результатам обсуждения 10 человек были приговорены к 30 или 32 годам лишения свободы, в зависимости от поведения во время задержания. Двое были оправданы и освобождены. 
Тринадцатый обвиняемый умер в заключении прежде, чем началось объявление приговора. В ходе суда никто из них не признавал свою вину.
В феврале 2013 года, 43 подсудимых были оправданы по всем обвинениям и освобождены, когда судья Хофф объявил, что все наложенные на них обвинения были ложными и не отражали реальных действий. Большинство этих 43 было в заключении с 1999 года. Суд над остальными ещё не был завершен.
Во время слушаний правительство Намибии объявлялось повстанцами в нарушении прав человека. Данный аргумент был поддержан Международной амнистией. Это заявление было отправлено Высшему Суду Намибии и отклонено, однако первый этап расследования прервался на 5 месяцев. Один из аргументов о незаконном аресте — 13 из обвиняемых, как было объявлено, были незаконно похищены за границей — данное заявление было отклонено, однако в феврале 2004 года Хофф высказал мнение, что они были действительно «незаконно приведены в суд». Но несмотря на временную «амнистию», эти 13 подсудимых спустя 2 дня были повторно арестованы за измену после решения суда и с этого времени снова находятся в заключении. 
Только в 2009 году, 127 гражданский иск о чрезмерно жестоком обращении с задержанными был выслушан. В то время как большинство подобных требований было отклонено, 127 иск получил большую поддержку среди судей.

## Задержка расследования
Процесс по делу об измене Каприви был отсрочен под воздействием многих факторов, в основном, из-за составления больших объёмов документов и протоколов. Уже в 2007 году судебные протоколы составили больше чем 18 000 машинописных страниц, чтение в зале суде производилось 230 дней. Это — безусловно, самый длинный в истории Намибии судебый процесс и самым большим судебным процессом в истории Намибии, затрагивающий около половины всех юридических фондов помощи. 
Дальнейшие задержки судебных процедур были вызваны:
- Отказ в выслушивании адвокатов в 2004 году после того, как некоторые обвиняемые подвергли сомнению юрисдикцию намибийских судов по территории Каприви[8]
- Автокатастрофа команды судебного преследования, произошедшая по пути к зданию суда в 2005 году, в результате которой один из обвинителей погиб, два генеральных прокурора находились критическом состоянии[17]. Эта и другие автокатастрофы привели к передаче судебных слушаний Центральной тюрьме Виндхука, где часть комплекса была реструктурирована в специальный суд[19].
- Ссоры из-за проблем с заработной платой между местными и иностранными адвокатами[20].
- самоубийство в сентябре 2012 года Абрахама Маасдорпа, командира Единицы Исследования Государственной измены NamPol, как также считают, задерживает расследование[19].

В 2002 году член Верховного суда Намибии Йохан Стридом уже заявил, что случай представляет собой «самый настоящий организационный кошмар, из-за которого процесс затянется не на несколько месяцев, а на несколько лет». 7 февраля 2012 года Намибия завершила обсуждение случая судебного преследования. Протокол суда по данному делу к тому времени состоял приблизительно из 35 000 страниц.

## Критика
Как массовые задержки судебного разбирательства, так и медицинское обслуживание обвиняемых подверглись критике со стороны множества местных, региональных и международных организаций. 
Ещё в 2003 году Международная амнистия призвала правительство Намибии немедленно возобновить судебный процесс. На 2012 год, 112 из обвиняемых всё ещё находились в тюрьме, ожидая решения судьи Хоффа. Международная амнистия задала вопрос: «разве является данное преступление настолько масштабным, чтобы держать подсудимых в тюрьме столько времени?». Только четверо из арестованных за всё время судебного процесса были временно освобождены до решения суда. 19 из заключенных ожидавших суда, умерли в заключении, некоторые из них при сомнительных обстоятельствах. Поступали частые сообщения о плохом обращении, пытках, плохом медицинском обслуживании и антисанитарных условиях в тюрьмах. Некоторые люди и сообщества призвали к прощению осужденных, и их освобождения. 
Также правительство Намибии обвинялось в задержании большого количества непричастных к мятежу людей. Кроме Джона Сэмбомы, командующего Армией освобождения Каприви, все остальные зачинщики находились в изгнании.
Значительная часть заключенных, как утверждали некоторые, не были причастны ни к каким насильственным действиям, а были «за моральную поддержку повстанцев». Международная амнистия предполагает, что они — узники совести, и просила их освобождения.